# Habenaria fargesii
Habenaria fargesii là một loài thực vật thuộc họ Orchidaceae. Đây là loài đặc hữu của Trung Quốc.